# جوزيبي سكولي
جوزيبي سكولّي (بالإيطالية: Giuseppe Sculli)‏ (23 مارس 1981-) هو لاعب كرة قدم إيطالي.

## مسيرته الكروية
بدأ مسيرته الكروية مع نادي يوفنتوس، وفي عام 2000 أعير إلى نادي كروتوني، ولعب معهم حتى عام 2002، وشارك معهم في 51 مباراة وسجل 8 أهداف، وفي موسم 2002-2003 أعير إلى نادي مودينا، ولعب معهم 31 مباراة وسجل 8 أهداف، وفي موسم 2003-2004 اشترى نادي كييفو فيرونا نصف عقده، ولعب معهم 18 مباراة وسجل هدفين، وفي موسم 2004-2005 أعير إلى نادي بريشا، ولعب معهم 28 مباراة، وفي موسم 2005-2006 أعير إلى نادي ميسينا، ولعب معهم 33 مباراة وسجل هدفين، وفي موسم 2006-2007 أعير إلى نادي جنوى، ولعب معهم 11 مباراة وسجل 4 أهداف.

## روابط خارجية
- جوزيبي سكولي على موقع الاتحاد الدولي (مؤرشف)  (الإنجليزية)
- جوزيبي سكولي على موقع الاتحاد الأوربي (الإنجليزية)
- جوزيبي سكولي على موقع قاعدة بيانات كرة القدم.إي يو (الإنجليزية)
- جوزيبي سكولي على موقع Soccerway.com (الإنجليزية)
- جوزيبي سكولي على موقع عالم كرة القدم.نت (الإنجليزية)
- جوزيبي سكولي على موقع كووورة
- جوزيبي سكولي على موقع اللجنة الأولمبية الدولية (الإنجليزية)
- جوزيبي سكولي على موقع أوليمبيديا (الإنجليزية)
- جوزيبي سكولي على موقع اللجنة الأولمبية الإيطالية (الإيطالية)
- جوزيبي سكولي على موقع AS.com (الإسبانية)